# Альберта (Алабама)
Альберта (англ. Alberta) — невключена територія в окрузі Вілкокс, штат Алабама, США. 

## Демографія
Станом на липень 2007на території мешкало 1632 осіб. 
Чоловіків — 733 (45.0 %);

Жінок — 899 (55.0 %).
Медіанний вік жителів: 31.2 років;
по Алабамі: 35.8 років.

### Доходи
Розрахунковий медіанний дохід домогосподарства в 2009 році: $18,466 (у 2000: $14,219);
по Алабамі: $40,489.
Розрахунковий дохід на душу населення в 2009 році: : $7,132.
Безробітні: 17,7 %.

### Освіта
Серед населення 25 років і старше: 
Середня освіта або вище: 40,6 %;

Ступінь бакалавра або вище: 4,8 %;

Вища або спеціальна освіта: 2,8 %.

### Расова / етнічна приналежність
Афроамериканців — 1,517 (90.1 %);

 Білих — 140 (8.3 %);

 Латиноамериканців — 21 (1.2 %);

 Індіанців — 4 (0.2 %);

 Відносять себе до 2-х або більше рас — 2 (0.1 %).

## Нерухомість
Розрахункова медіанна вартість будинку або квартири в 2009 році: $52,884 (у 2000: $36,600);
по Алабамі: $119,600.